# Pierre Bonilli
Pour les articles homonymes, voir Bonilli.
Pierre Bonilli (Trevi, 15 mars 1841 - Spolète, 5 janvier 1935) est un prêtre italien fondateur des sœurs de la Sainte Famille de Spolète et reconnu bienheureux par l'Église catholique.

## Biographie
Pierre Bonilli est né le 15 mars 1841 à San Lorenzo, hameau de Trevi, dans le diocèse de Spolète, province de Pérouse, en Ombrie, au sein de la famille de Sabatino Bonilli et Maria Allegri tous deux petits propriétaires terriens.
Ses premières études sont assurées par sa mère et le curé de la paroisse, parce qu'il n'y a pas d'école à proximité. Toutefois, voyant que c'est un bon élève, ils l'envoient à l'école Lucarini, où il rencontre Don Ludovic Pieri, qui a une grande influence sur lui. Ce dernier fonde la Pieuse union de Saint Joseph, dont Pierre est l'un des premiers membres. C'est lui aussi qui restaure un tableau ancien représentant la Sainte Famille, tableau dont la vision détermine la grande dévotion de Pierre à la famille de Jésus.
Pietro est un élève studieux, réussissant particulièrement en philosophie et en mathématiques. Toutefois, afin d'assurer sa subsistance, il est obligé d'assurer, en plus de ses études, les fonctions de préfet de discipline.
Il finit par intégrer le séminaire, et il est ordonné prêtre le 19 décembre 1863. Il prend alors en charge la petite paroisse de Cannaiola, de 600 âmes, dont la pauvreté, matérielle et spirituelle, est très grande.

« Il demeura pendant trente-cinq ans dans une paroisse située sur le territoire le plus déshérité de son diocèse de Spolète, où la condition religieuse et morale était singulièrement pauvre et avilissante, marquée par la dégradation du blasphème, du libertinage, du jeu, de l’ivrognerie. »

— Paroles du pape Jean-Paul II dans son homélie de béatification.
Il y entreprend une vaste action, intégrant les laïcs dans les œuvres paroissiales, aidant les familles à vivre l'évangile, utilisant aussi la presse comme instrument de mission : « La presse est l'arme de notre époque ». Pour ce faire, il ouvre une imprimerie, pour faire connaître le travail des missionnaires. Il relance un magazine sur la Sainte Famille, en crée d'autres, dont Le Tabernacle et Le Consolateur des Âmes du Purgatoire.
Par ailleurs, il s'occupe des pauvres, des orphelins pour lesquels il érige un orphelinat, des sourds-muets. Pour l'aider dans cette tâche, il fonde une congrégation : les Sœurs de la Sainte Famille de Spolète.
En 1898 Pierre Bonilli s'installe à Spolète, où, tout en continuant ses activités apostoliques, il assure les fonctions de recteur du séminaire et d'économe.
En 1917, il se trouve en butte aux contestations diverses, certaines venant même de la hiérarchie épiscopale qui l'accuse de superstitions, et d'interprétations dogmatiques douteuses. Son manuel intitulé Manuel des missionnaires de la Sainte Famille a même été mis à l'Index (interdit qui sera levé ultérieurement).
C'est en 1918 que sa santé commence à se détériorer. Il se retire alors dans la congrégation qu'il a fondée, menant une vie d'ermite. Il perd la vue en 1929 et continue une vie de prière et de pénitence jusqu'à sa mort le 5 janvier 1935.

## Béatification
- Pierre Bonilli est béatifié le 24 avril 1988 à Rome par le pape Jean-Paul II.
- Sa fête est fixée au 5 janvier.

## Sources
- Osservatore Romano : 1988 n.18
- Documentation Catholique : 1988 p.583
- Magnificat : N° 194 - p.84